# 1927 у футболі
Нижче наведені футбольні події 1927 року у всьому світі.

## Засновані клуби
- Динамо (Київ)
- Динамо (Мінськ) (Білорусь)
- Рома (Італія)

## Національні чемпіони
- Англія: Ньюкасл Юнайтед
- Данія: Болдклуббен 1903
- Ісландія: КР
- Нідерланди: Феєнорд
- Німеччина: Нюрнберг
- Парагвай: Олімпія (Асунсьйон)
- Польща: Вісла (Краків)
- Туреччина: Мухафізгуджу
- Шотландія: Рейнджерс